# Camicia nera
"Camicia nera" era il grado più basso della Milizia Volontaria per la Sicurezza Nazionale. Il grado superiore era camicia nera scelta.

## Storia

24 ottobre 1922, congresso di Napoli, Mussolini e i quadrumviri

Nel 1944, a seguito della proclamazione della Repubblica Sociale Italiana, il Partito Fascista Repubblicano (P.F.R.) si trasformò in organismo di tipo militare costituendo il Corpo Ausiliario delle Squadre d'Azione delle Camicie Nere (D. Lgs. n. 446/1944-XXII della R.S.I.), organizzato su base provinciale nelle Brigate Nere, identificando formalmente i suoi iscritti con il termine "camicie nere".
Nel Corpo Ausiliario delle Squadre d'Azione delle Camicie Nere  e nella Guardia Nazionale Repubblicana la denominazione del grado divenne milite, corrispondente all'appuntato dell'Esercito Nazionale Repubblicano e del comune di prima classe della Marina Nazionale Repubblicana, mentre il corrispondente del Servizio Ausiliario Femminile era quello di ausiliaria.

## Utilizzo in era contemporanea

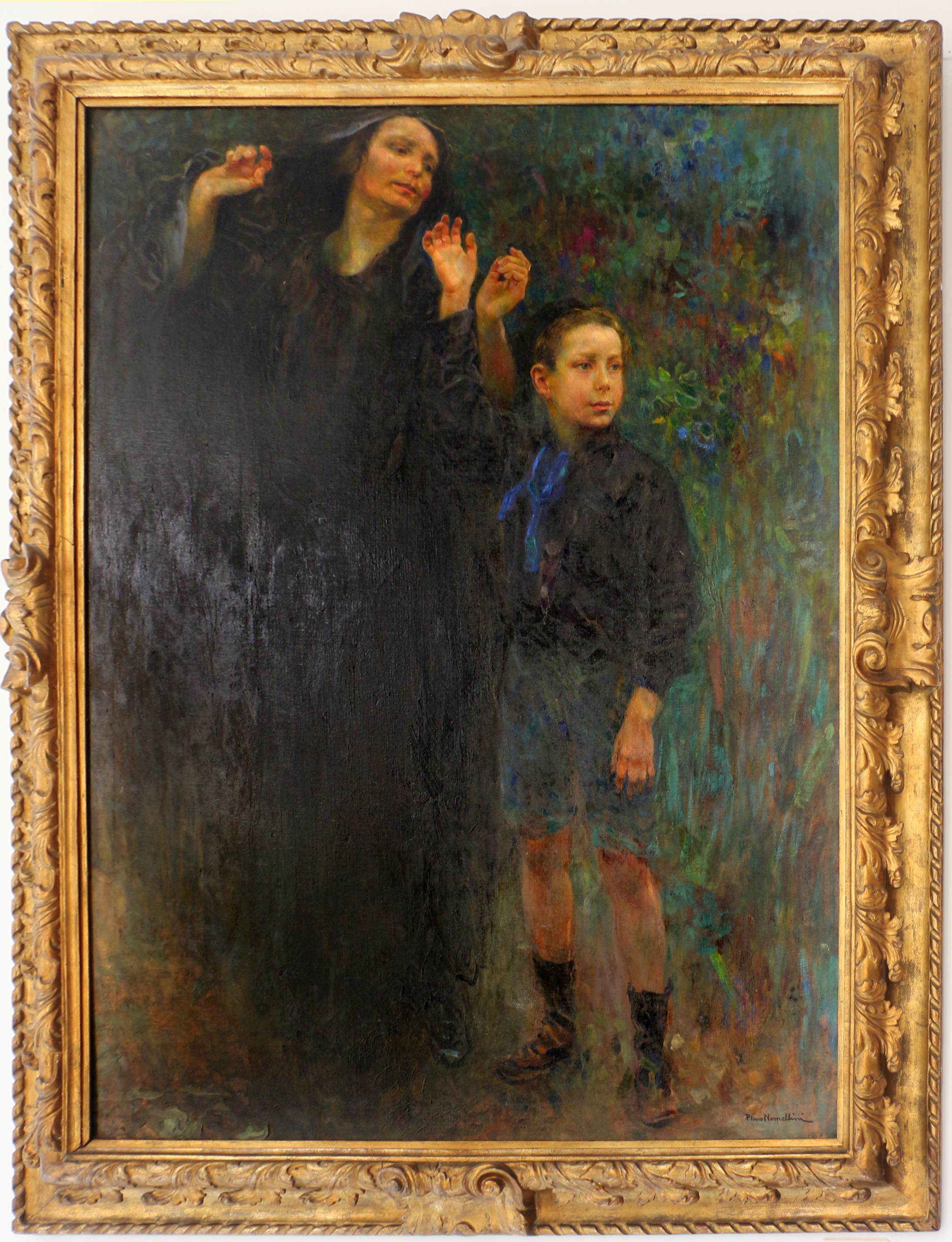
Saluto alla bandiera, di Plinio Nomellini.

Sia in passato che al giorno d'oggi, con camicia nera si intende generalmente un appartenente all'organizzazione paramilitare dei membri iscritti al Partito Nazionale Fascista, la cui divisa era per l'appunto una camicia di colore nero.
L'accostamento tra il fascismo e la camicia nera fu tale che non di rado quest'espressione è utilizzata, metonimicamente, per alludere a persone che evocano il ventennio e aderiscono a quest'ideologia, analogamente a quanto avviene con l'orbace.